# Jan Nepomucen Kossakowski
Jan Nepomucen Kossakowski herbu Ślepowron (ur. 16 maja 1755 w Gołczy, zm. 26 września 1808 w Baden pod Wiedniem) – biskup inflancko-piltyński, wileński i inflancki, członek Komisji Edukacji Narodowej, przewodniczący Komisji Edukacyjnej Litewskiej od 1797 roku, kanonik wileński w 1788 roku.

## Życiorys
Urodził się 16 maja roku 1755 (według J. Bartoszewicza mógłby to być rok 1753), jako syn Antoniego, podstolego nowogródzkiego, i Konstancji z Krosnowskich. W dzieciństwie, do 13. roku życia wychowywany był przez swą babkę (Krosnowską). Przez 4 lata (1768-1772) pobierał nauki u pijarów w Piotrkowie. W latach 1775–1776 kształcił się w warszawskim konwikcie pijarskim. Rok później (1777) wstąpił do seminarium Ks. Ks. Misjonarzy w Warszawie. W roku 1781 wyruszył na dalsze studia, początkowo do Rzymu (przez Wiedeń i Wenecję), a 4 lata później (1785) do Paryża i Londynu. Do Polski powrócił w grudniu roku 1786. Trzy lata później (1789) mianowany proboszczem koadiutorem, a po śmierci Józefa Kazimierza Kossakowskiego (maj 1794) – proboszczem wołpiańskim.
Był członkiem Komisji Edukacyjnej Wielkiego Księstwa Litewskiego z nominacji konfederacji targowickiej w 1793 roku, 4 lata później (1797) został jest prezesem. Był członkiem konfederacji grodzieńskiej 1793 roku. Był także inicjatorem i jednym z założycieli wileńskiego Towarzystwa Dobroczynności oraz zajmował się pracą oświatową wśród chłopów.
W 1796 roku odznaczony rosyjskim Orderem św. Aleksandra Newskiego. Sześć lat później (1802) stał się członkiem warszawskiego Towarzystwa Przyjaciół Nauk. Zmarł 26 sierpnia roku 1808 w podwiedeńskim Baden.

## Twórczość

### Ważniejsze utwory, kazania i mowy
1. Dziennik mego życia r. 1781 (od 1 września 1781 do 16 września 1782), z rękopisu wyd. J. Weyssenhoff: Pamiętnik ks. Jana Nepomucena Kossakowskiego, biskupa wileńskiego (ur. 1755, †1808), Biblioteka Warszawska 1895, t. 2
2. Pamiętnik życia mojego, zaczęty w Rzymie roku 1782 (od 16 maja 1755 do 1781), z rękopisu wyd. J. Weyssenhoff: Pamiętnik ks. Jana Nepomucena Kossakowskiego, biskupa wileńskiego (ur. 1755, †1808), Biblioteka Warszawska 1895, t. 2
3. Kazanie o miłości ojczyzny... miane roku 1789, Wilno (1790); wyd. 2 Wilno 1803, (kazanie to inauguruje cykl kazań o charakterze patriotycznym, zobacz poz. 6, 8-13)
4. Kazanie na pogrzebie... Aleksandra Pocieja, wojewody trockiego, Wilno (1790)
5. Kazanie na pogrzebie... Tomasza Zienkowicza, sufragana i dziekana wileńskiego, Wilno (1790)
6. Kazanie o zachowaniu praw narodowych... miane r. 1790, Wilno (1790)
7. Kazanie na uroczystość poświęcenia kościoła w Wojtkuszkach, dobrach dziedzicznych... Michała i Barbary z Zyberków Kossakowskich, Wilno 1791
8. Kazanie o spełnieniu powinności stanu, powołania i urzędu... miane r. 1791, Wilno (1791); wyd. także równocześnie, razem z poz. 9 w: Kazanie o spełnieniu powinności... Przy tym kazanie tegoż z okoliczności ustanowionego rządu 3 Maja, Wilno (1791)
9. Kazanie w dzień uroczystego nabożeństwa, w Wilnie odprawionego na podziękowanie Bogu za całość i szczęśliwość ojczyzny naszej ustanowieniem dobrego rządu dnia 3 Maja r. 1791 zabezpieczoną, Wilno (1791); wyd. także równocześnie, razem z poz. 8
10. Kazanie o prawdziwej wielkości i chwale człowieka... miane r. 1792, Wilno (1792)
11. Kazanie o jedności, zgodzie i pokoju... r. 1792 miane, Wilno (1792)
12. Kazanie o uszanowaniu zwierzchności... miane r. 1793, Wilno (1793)
13. Kazanie o zasadach szczególnej każdego człowieka i powszechnej narodów szczęśliwości, w cnocie tylko mogących się znajdować, przy zaczęciu sejmu grodzieńskiego r. 1793 mówione, Wilno (1793)
14. Dziennik (od 1 lipca do 1 października 1793), niewydany, (o rękopisie inform. J. Weyssenhoff, jak wyżej poz. 1)
15. Kazanie miane przy otwarciu szpitala Św. Jakuba w Wilnie d. 16 czerwca 1799 roku, Wilno 1799
16. Kazanie przy poświęcaniu cmentarza Św. Stefana, Wilno brak roku wydania (prawdopodobnie około roku 1800)
17. Kazanie w dzień poświęcenia kościoła katedralnego, Wilno 1801
18. Kazanie w dzień otwarcia drugiej guberni w Grodnie, 1 stycznia 1802 r. miane, Grodno (1802)
19. Dziennik (od 1 stycznia 1794 do końca lipca 1803), niewydany, (o rękopisie inform. J. Weyssenhoff, jak wyżej poz. 1)
20. Rzut oka na literaturę czeską i związek języków słowiańskich. Rzecz... czytana na posiedzeniu publicznym d. 5 grudnia 1803, Rocznik Towarzystwa Warszawskiego Przyjaciół Nauk t. 3 (1804); przekł. czeski (1814)
21. Mowa przy pierwszym zdawaniu sprawy Towarzystwa Dobroczynności, które ustanowione w roku przeszłym 1807 w mieście guberskim w Wilnie..., na publicznym posiedzeniu d. 14 maja 1808 r... miana, Wilno 1808; przedr. Dzieje dobroczynności 1820
22. O sztukach wyzwolonych i naukach u dawnych Etrusków, Rocznik Towarzystwa Warszawskiego Przyjaciół Nauk t. 7 (1811).

Kossakowski pisał ponadto różne pisma w kwestiach dotyczących Kościoła.

### Przekłady
- A. Berquin: Przyjaciel młodych. Dzieło o edukacji t. 1-2, Warszawa 1781.

Kossakowski prawdopodobnie umieszczał też swe przekłady z języka francuskiego w czasopiśmie Monitor (lata 1776-1777).